# Coppa del Mondo di rugby a 7 2018
La Coppa del Mondo di rugby a 7 2018 si è svolta a San Francisco, negli Stati Uniti d'America, dal 20 al 22 luglio. Come consuetudine si sono disputate congiuntamente le partite del torneo maschile e di quello femminile, che hanno avuto sede all'AT&T Park.
La Nuova Zelanda, campione uscente, si è aggiudicata per la terza volta il torneo maschile sconfiggendo in finale l'Inghilterra 33-12. Secondo successo consecutivo anche per la nazionale neozelandese femminile che in finale ha avuto la meglio contro la Francia superandola col punteggio 29-0.

## Assegnazione della sede
Il processo di assegnazione della sede della Coppa del Mondo ha seguito le seguenti tappe temporali:
- 28 febbraio 2014: dichiarazione di interesse da parte delle nazioni;
- 29 agosto 2014: World Rugby distribuisce la documentazione ai paesi interessati;
- 5 dicembre 2014: le nazioni presentano la loro offerta a World Rugby;
- 13 maggio 2015: annuncio ufficiale della nazione ospitante.

Le seguenti 14 nazioni hanno manifestato il loro interesse a ospitare la competizione:
- Emirati Arabi Uniti
- Figi
- Francia
- Galles
- Hong Kong
- Inghilterra
- Nuova Zelanda

- Paesi Bassi
- Portogallo
- Scozia
- Singapore
- Spagna
- Stati Uniti
- Sudafrica

Assegnata l'organizzazione della Coppa del Mondo agli Stati Uniti d'America, l'8 aprile 2017 sono state ufficializzate le date dell'evento.

## Qualificazione
Al torneo maschile partecipano 24 squadre. Le 8 squadre che nella precedente edizione hanno raggiunto i quarti di finale sono automaticamente qualificate a questa edizione. A queste se ne aggiungono altre 11 provenienti da tornei di qualificazione continentali: in questo modo vengono assegnati due posti ciascuno ad Africa, Sud America, Asia, Europa e Oceania, mentre viene assegnato un posto al Nord America (gli Stati Uniti sono automaticamente qualificati in qualità di Paese organizzatore). Infine i restanti 4 posti vengono assegnati alle squadre classificatesi ai primi 4 posti alle World Rugby Sevens Series 2016-2017 e non ancora qualificate.
Al torneo femminile partecipano 16 squadre. Le 4 squadre semifinaliste nella precedente edizione sono automaticamente qualificate a questa edizione. A queste se ne aggiungono altre 8 provenienti da tornei di qualificazione continentali: in questo modo vengono assegnati due posti ciascuno ad Asia ed Europa, mentre viene assegnato un posto ad Africa, Nord America, Sud America e Oceania. Infine i restanti 4 posti vengono assegnati alle squadre classificatesi ai primi 4 posti alle World Rugby Sevens Series 2016-2017 e non ancora qualificate.

## Torneo maschile

### Squadre
| Regione      | Qualificati automaticamente                    | Qualificati dopo torneo        |
| ------------ | ---------------------------------------------- | ------------------------------ |
| Africa       | - Kenya - Sudafrica                            | Uganda Zimbabwe                |
| Nord America | - Stati Uniti (nazione ospitante)              | Canada Giamaica                |
| Sud America  | Nessuno                                        | Argentina Uruguay Cile         |
| Asia         | Nessuno                                        | Hong Kong Giappone             |
| Europa       | - Inghilterra - Francia - Galles               | Scozia Irlanda Russia          |
| Oceania      | - Nuova Zelanda (detentori) - Figi - Australia | Samoa Papua Nuova Guinea Tonga |

### Podio
| Vincitrice    | Risultato | Finalista   | Terzo classificato | Risultato | Quarto classificato |
| ------------- | --------- | ----------- | ------------------ | --------- | ------------------- |
| Nuova Zelanda | 33 - 12   | Inghilterra | Sudafrica          | 24 - 19   | Figi                |

## Torneo femminile

### Squadre
| Regione      | Qualificati automaticamente                | Qualificati dopo torneo            |
| ------------ | ------------------------------------------ | ---------------------------------- |
| Africa       | Nessuno                                    | Sudafrica                          |
| Nord America | - Stati Uniti (nazione ospitante) - Canada | Messico                            |
| Sud America  | Nessuno                                    | Brasile                            |
| Asia         | Nessuno                                    | Cina Giappone                      |
| Europa       | - Spagna                                   | Francia Russia Inghilterra Irlanda |
| Oceania      | - Nuova Zelanda (detentori)                | Australia Figi Papua Nuova Guinea  |

### Podio
| Vincitrice    | Risultato | Finalista | Terzo classificato | Risultato | Quarto classificato |
| ------------- | --------- | --------- | ------------------ | --------- | ------------------- |
| Nuova Zelanda | 29 - 0    | Francia   | Australia          | 24 - 14   | Stati Uniti         |